# Juanlu Sánchez
Juan Luis Sánchez Velasco (Dos Hermanas, 15 de agosto de 2003) é um futebolista espanhol que atua como meio-campista. Atualmente joga pelo Sevilla.

## Carreira nos clubes
Nascido em Sevilha, Andaluzia, Juanlu começou sua carreira no CD Los Caminantes aos seis anos de idade. No ano seguinte, mudou-se para o CD San Alberto Magno e ingressou na formação juvenil do Sevilla em 2015, aos 12 anos. Em 13 de agosto de 2019, após terminar sua formação, assinou seu primeiro contrato profissional com este último clube, e posteriormente foi promovido às reservas na Segunda Divisão B.
Juanlu fez sua estreia sênior aos 16 anos em 24 de agosto de 2019, começando em um empate em casa por 0 a 0 contra o Yeclano Deportivo. Ele marcou seu primeiro gol sênior em 18 de novembro do ano seguinte, marcando o segundo do B em um empate por 2 a 2 em Granada.
Juanlu fez sua estreia no time principal em 15 de dezembro de 2021, começando em um empate fora de casa por 1 a 1 (vitória por 6 a 5 nos pênaltis) contra o Andratx na Copa del Rey da temporada. Sua estreia na La Liga ocorreu seis dias depois, quando ele entrou como substituto tardio de Papu Gómez em um empate em casa por 1 a 1 contra o Barcelona.
Em 8 de agosto de 2022, Juanlu se juntou ao clube Mirandés da Segunda Divisão por um empréstimo de uma temporada. Ele marcou seu primeiro gol profissional em 6 de dezembro, marcando o segundo de sua equipe em um empate por 2 a 2 no Leganés.
Após a saída de Raúl Parra para o Cádiz, Juanlu consolidou-se como titular titular dos Jabatos, mas como lateral direito.

## Carreira internacional
Juanlu representou a Espanha nas categorias sub-16, sub-17, sub-18 e sub-19.

## Títulos
Espanha sub-23
- Jogos Olímpicos: 2024 (medalha de ouro)[11]